# Sant Miquel de Vilaplana
Sant Miquel de Vilaplana és l'església del nucli de Vilaplana, al municipi de la Baronia de Rialb (Noguera) que forma part de l'Inventari del Patrimoni Arquitectònic de Catalunya.

## Situació
El nucli de Vilaplana i la seva església es troben a l'extrem sud-est del municipi, al llom de la carena que s'aixeca entre les aigües del pantà de Rialb (enfront de Tiurana), a llevant i el barranc de la Bastida a ponent. És un indret molt aïllat i allunyat dels principals eixos de comunicacions.
S'hi va per la carretera asfaltada que surt de la C-1412b, al punt quilomètric 12,5 cap a llevant, que comunica amb Peramola. D'aquesta carretera, al cap de 13,1 km. (6,7 km. abans de Peramola)(42° 02′ 02″ N, 1° 14′ 06″ E / 42.033764°N,1.234894°E) es deriva la que, en 5,3 km. porta a Vilaplana. Està ben senyalitzat i també éstà asfaltada.

## Descripció
És un edifici d'una sola nau, coberta amb volta de canó, suportada per arcs formers i reforçada per un arc toral, tots de mig punt. La nau és capçada per un absis semicircular, obert amb un arc presbiteral. La porta, de mig punt, s'obre a la façana nord. Té una finestra de doble esqueixada i una altra que s'obrí posteriorment durant les reformes en què es va afegir la sagristia. A la façana oest hi ha un campanar d'espadanya de dos ulls i un ull de bou circular. Al centre de l'absis hi ha una finestra de doble esqueixada. Els murs són llisos, sense cap ornamentació, tret d'un ràfec bisellat a l'absis. L'aparell és de carreus, sense polir, però ben escairats, disposats en filades molt uniformes i regulars, que posen en evidència les fórmules de principis del segle xii.

## Història
El lloc i el castell de Vilaplana són documentats des de l'any 1042 quan el castell de Vilaplana apareix com afrontació del castell de la Clua. Sant Miquel de Vilaplana fou seu d'una parròquia i consta que el seu capellà, el 1280, pagà la dècima beneficial. N'hi hagué fins als temps moderns. El titular, Sant Miquel, i la situació encastellada són alguns indicis de la seva fundació o construcció relativament primitiva. Aquesta parròquia té un terme gran, que va des del Segre al terme de Pallerols de Rialb i Peramola.